# Spoonerisme
Een spoonerisme is een verspreking waarbij binnen een woord of zinsnede letters of lettergrepen worden verwisseld, zodat amusante, ironische of juist verhullende effecten ontstaan. Deze versprekingen worden ook vaak met opzet gemaakt, waardoor een stijlfiguur is ontstaan die deze naam draagt.

## Spooner
Het verschijnsel is vernoemd naar de Engelse dominee en wetenschapper William Archibald Spooner (1844-1930) en is daarmee dus een eponiem. Spooner verwisselde vaak (meestal de eerste) letters van de woorden die hij uitsprak. Volgens de overlevering zei hij bijvoorbeeld ooit The Lord is a shoving leopard ("De Heer is een duwende luipaard") in plaats van The Lord is a loving shepherd ("De Heer is een liefhebbende herder") en tegen zijn studenten You have hissed all my mystery lessons ("Jullie hebben al mijn mysterielessen uitgefloten") in plaats van You have missed all my history lessons ("Jullie hebben al mijn geschiedenislessen gemist").
Volgens een andere anekdote hief hij op een diner in Oxford het glas met de woorden: Let us drink to the queer old dean ("Laten we op de rare oude decaan drinken") in plaats van op the dear old Queen ("de geliefde oude koningin").
Onbedoelde versprekingen als deze komen veel voor. Sommige mensen staan erom bekend, zoals in Nederland de voormalige nieuwslezer Philip Freriks.

## Stijlfiguur
In het Engels en ook in andere talen is het zoeken naar geestige spoonerismen een bekende vorm van spelen met taal. Zo bestaat er in het Duits de vorm Schüttelreim, in feite een spoonerisme in dichtvorm: Ich seh dich 'bleich erglühen' / du wirst so 'gleich erblühen' . (Ik zie je 'bleek gloeien' / je zult meteen bloeien) Er zijn al Schüttelreime bekend uit de middeleeuwen. In het Frans is dit taalspel uitgevonden door de zestiende-eeuwse schrijver François Rabelais, die een voorliefde had voor scabreuze teksten, en voor het eerst gebruikt in zijn klassieke werk Gargantua en Pantagruel. Hij maakte gretig gebruik van mogelijkheden voor seksuele dubbelzinnigheden: femme folle à la messe, et femme molle, à la fesse (= een gekke vrouw in de mis en een dikke vrouw, qua billen). In 1572 gaf de Bourgondische dichter Étienne Tabourot deze stijlfiguur de naam contrepéterie, die de oudere benaming antistrophe verving. Het satirische tijdschrift Le Canard enchaîné huldigt in Frankrijk het genre door zijn rubriek Sur l'Album de la Comtesse, die al sinds 1951 bestaat.
In het Nederlands zijn veel van dergelijke stijlfiguren bekend, meer in de mondelinge overlevering dan door publicaties, zoals het verhaal De Schand in het Breveningse hoerkous dat in de loop van de twintigste eeuw is ontstaan en in allerlei varianten wordt doorgebriefd. Een vroegst gedocumenteerd Nederlands gebruik is dat door kunstschilder Jan Hendrik Scheltema (1861-1941) in een brief in 1891. Hij schreef ‘schandlap’ voor een Engels ‘landschap’, waar volgens hem een exorbitant bedrag voor betaald was door een openbaar museum in Melbourne. Cabaretier Henk Elsink geniet nog altijd bekendheid door zijn lied Kleine Johanna, waarin de lach vooral van de spoonerismen moet komen. De kunst is een variant met een grappige of veelzeggende betekenis te bedenken.
De humoristische nonsensdichter John O'Mill behaalde hoge oplagen met zijn bundeltjes korte gedichten waar spoonerismen veel in voorkomen en cabaretiers als Jan de Cler en Seth Gaaikema beoefenden het bedenken ervan als een tweede natuur. Ook bij de invloedrijke Drs. P komt het verschijnsel veel voor. Battus geeft in zijn Opperlandse taal- & letterkunde onder meer een lijst van 175 Nederlandse spoonerismen en noemt het verschijnsel 'beukenootje'.

## Bekende Nederlandstalige spoonerismen
- haren van de reed → heren van de raad
- steengeil → geen stijl
- de bok van het dak af neuken → de nok van het dak af beuken
- hartzwarig → zwartharig
- keeswind → weeskind
- kippelong → koppeling
- kolderbar → bolderkar
- schananenbil → bananenschil
- schetenwapper → wetenschapper
- scheldgieters → geldschieters (Philip Freriks op Radio 1, 16 juli 2008)
- onverklaarbaar bewoond → onbewoonbaar verklaard
- versnelde verkering → verkeerde versnelling
- van de verkante keer → van de verkeerde kant
- met verkrachte eenden → met vereende krachten
- met gespeende lullen → met geleende spullen
- woud kater → koud water
- een rokje blond → een blokje rond
- Douwen-Schuiveland → Schouwen-Duiveland
- Hoogemeer-Sappezand → Hoogezand-Sappemeer
- een vondeling in het Wandelpark → een wandeling in het Vondelpark
- gewaagde meiden → gewijde maagden
- heter boren → beter horen
- heien en braken → breien en haken
- mijn jeus neukt → mijn neus jeukt
- er stop noch kaart aan vinden → er kop noch staart aan vinden
- met de baard tussen de stenen → met de staart tussen de benen
- gaap en schijt in de goot → schaap en geit in de sloot (John O'Mill)
- neuken bootjes → beukennootjes
- Sint Dracus op zijn ruivend snos/ steed rapvoets door het bonker dos → (de aanvang van de 'Ballade van Sint Dracus en de Joor' uit de bundel Tafellarijmvet (1958) door John O'Mill)
- Is dit nu mijn oordse laan → aardse loon (Henk Elsink, 'Kleine Johanna')
- Als het worstnacht is gekerden → Als het Kerstnacht is geworden (idem)
- Heesje Weltevrui → Huisje Weltevree (idem)
- slaatje bla → blaadje sla
- klote buiten → blote kuiten
- slot kortvraagje → kort slotvraagje
- uitgerennerde mergels → uitgemergelde renners
- een scheetje beef → een beetje scheef
- een mooie dus → een dooie mus
- veelgevraagde stellen → veelgestelde vragen
- dat zet geen doden aan de zeik → Dat zet geen zoden aan de dijk
- overgebietste zeedelen → Overzeese gebiedsdelen
- nieuwe wormen in Naarden → Nieuwe normen en waarden (Van Kooten en De Bie)
- scheelsnuivers → sneeuwschuivers (Simone Weimans, NOS Journaal, 2016)
- schootbappen → boodschappen
- schoorduiven → doorschuiven
- plasgaatje → glasplaatje
- bou(w) je hek → hou je bek
- de koekeliek van Baselberg → de basiliek van Koekelberg